# San Telmo
San Telmo (San Pedro González Telmo) je najstarejši barrio (okrožje) Buenos Airesa v Argentini. Je dobro ohranjeno območje argentinske metropole, zanj so značilne kolonialne zgradbe. Na s prodniki tlakovanih ulicah, ki so pogosto polne umetnikov in plesalcev, stojijo kavarne, saloni s tangom in starinarnice. Sestavljajo ga ulica Chile, Av. Ingeniero Huergo, Av. Brasil, Av. Paseo Colón, Av. Martín García, Defensa, Av. Caseros in Piedras, čeprav sosednja območja spadajo pod isto ime za komercialne ali nepremičninske namene. Meji na okrožja Monserrat na severu, Puerto Madero na vzhodu, La Boca na jugovzhodu, Barracas na jugozahodu in Constitución na zahodu.
Znamenitosti San Telma so stare cerkve (npr. San Pedro Telmo), muzeji, prodajalne in stojnice s hrano, starinarnice in poltrajni bolšji sejem (Feria de Antigüedades) na glavnem javnem trgu, Plaza Dorrego. V okolici so dejavnosti, povezane s tangom, tako za domačine kot za turiste.
San Telmo je s samo 1,24 km² najmanjše okrožje v mestu Buenos Aires.

## Zgodovina
Prvotno je bilo območje poseljeno s pristaniškimi delavci in opekarnarji in je bilo zunaj zelo majhnega urbanega območja, omejenega na okolico Plaza de Mayo.
V 17. stoletju je bilo območje večinoma dom vse večjega kontingenta pristaniških delavcev in opekarjev; območje je postalo prvo "industrijsko" območje Buenos Airesa, kjer so postavili prvi mlin na veter in večino zgodnjih mestnih opečnih peči in skladišč. Večina mestnega izvoza volne, kože in usnja (glavni vir dohodka argentinske regije že v 1870-ih) je bila v kolonialnih časih tu pripravljena in shranjena. Njihova prisotnost je pripeljala do prvih naselij na tem območju: Afričanov, sužnjev in svobodnjakov.
Prej ločeno od samega Buenos Airesa z grapo, je bilo območje uradno vključeno v mesto leta 1708 kot Peči in skladišča San Pedra. Revščina soseske je vodila, da je jezuitski red začel graditi cerkev Nuestra Señora de Belén, ob kateri je bila postavljena Hiša duhovnih vaj (Casa de Ejercicios Espirituales), dobrodelni in izobraževalni misijon, ki so jo imenovali Rezidenca. Ko je Kraljevina Španija leta 1767 jezuite pregnala iz Amerike, so Betlemiti leta 1785 zavzeli tempelj in Rezidenca se je začela uporabljati kot zapor.
Praznino, ki jo je pustil odhod jezuitov, je rešila ustanovitev župnije San Pedro González Telmo (ali "San Telmo") leta 1806, ki je bila poimenovana v čast zavetnika pomorščakov. Vendar ta poteza ni nadomestila izgubljenih socialnih ustanov in San Telmo je po argentinski osamosvojitvi leta 1816 precej oslabel. Jezuitska rezidenca, ki so jo gvatemalski bratje obnovili kot kliniko, je bila leta 1821 zaprta, San Telmo pa naslednjih javnih del ni videl 30 let, razen četrti Črnih pehotnikov in gradnje strašne ječe Mazorca s strani guvernerja Juan Manuela de Rosasa.
Kljub tem izzivom se je San Telmo začel izboljševati, zlasti po odstranitvi Rosasa z oblasti leta 1852. Ustanovitev novih klinik, postavitev plinovodov, razsvetljave, kanalizacije, tekoče vode in tlakovcev ter odprtje glavnega mestnega veleprodajnega trga je prispevalo k povečanju zanimanja premožnih prebivalcev za to območje in v zahodni polovici San Telma so bili zgrajeni številni impozantni domovi. Ta obetavna doba se je nenadoma končala, ko je območje leta 1871 prizadela epidemija rumene mrzlice. Nove klinike in junaška prizadevanja zdravnikov, kot je Florentino Ameghino, so pomagali zajeziti širjenje epidemije na sever; sčasoma pa je zahtevala več kot 10.000 življenj, kar je pripeljalo do odhoda rastočega srednjega in višjega razreda San Telma v Barrio Norte.
Sprva se je sprostilo na stotine nepremičnin. Nekaj večjih parcel je bilo spremenjenih v potrebne parke, največji med njimi je park Lezama, ki ga je leta 1891 zasnoval priznani francosko-argentinski urbanist Charles Thays kot dopolnilo novemu argentinskemu Nacionalnemu zgodovinskemu muzeju. Večina velikih domov pa je postala stanovanjska hiša med valom priseljevanja v Argentino iz Evrope med letoma 1875 in 1930. San Telmo je postal najbolj multikulturna soseska v Buenos Airesu, kjer živijo velike skupnosti britanskih, galicijskih, italijanskih in rusko-argentinskih prebivalcev. Zaradi velikega števila Rusov v San Telmu in drugod v Buenos Airesu je bila prva ruska pravoslavna cerkev v Argentini posvečena leta 1901. Širitev industrije na jug je nemškega priseljenca Otta Krauseja leta 1897 vspodbudila, da je odprl tehnično šolo.
Boemski zrak San Telma je začel privabljati lokalne umetnike, potem ko so priseljenci zapustili območje. Vse večje kulturne dejavnosti so povzročile, da je kritik Rafael Squirru leta 1956 odprl Muzej moderne umetnosti v Buenos Airesu, pa tudi prihod republike San Telmo, obrtnega ceha, ki je organiziral umetniške sprehode in druge prireditve, leta 1960. Prisotnost priseljencev v San Telmu je privedla tudi do hitre popularizacije tanga na tem območju: dolgo po razcvetu te zvrsti je priznani vokal Edmundo Rivero leta 1969 kupil zapuščeno trgovino iz kolonialne dobe in jo krstil El Viejo Almacén ('Stara trgovina z živili'). Ta je kmalu postala ena najbolj znanih mestnih glasbenih dvoran za tango, kar je pripomoglo h kulturni in gospodarski oživitvi v San Telmu.
Poleg tega je obnova nekdanjega dvorca družine Ezeiza leta 1980 v Pasaje de la Defensa (Promenada ulice Defensa) pripeljala do obnove številnih takšnih objektov, od katerih so bili mnogi od 1870-ih conventillos (stanovanja). Ker ostaja večina arhitekture in tlakovanih ulic v San Telmu iz 19. stoletja, je postal tudi pomembna turistična atrakcija.

## Sodobna umetnost
Na tem območju so številne galerije sodobne umetnosti, umetniški prostori in muzeji. Leta 2005 se je odprla galerija in prostor, ki ga vodijo umetniki Appetite in argentinska javnost in mediji so takoj opazili množice, ki so se udeležile njegovih otvoritev in zabav. V tej soseski so se začele postavljati druge umetniške galerije, ki so postale Meka sodobne umetnosti. Prva, ki je o tem spregovorila, je bila revija Rolling Stone, ki je konec leta 2006 zapisala: »Ko se je zdelo, da se vse gibanje namešča v Palermu, je Daniela Luna odprl apetit z umetniško galerijo v San Telmu in malo po malo monopoliziral sosesko in prenašal sceno«. Nekaj mesecev kasneje je New York Times rekel, da »da bi našel Appetite, avantgardno galerijo, ki so jo priporočali vsi, ki sem jih srečal, sem se moral vrniti v enega manj atmosferskih blokov v San Telmu«. Številni mediji so opazili preobrazbo San Telma v destinacijo za ljubitelje sodobne umetnosti, na primer časopis La Nacion, ki je leta 2008 naštel približno 30 galerij in umetniških središč. Kasneje istega leta je isti časopis objavil še en članek, ki se je začel: »Sodobna umetnost se je preselila v sosesko. Rojen je San Telmo Art District.«.

## Galerija
- Cerkev Nuestra Señora de Belén v osrčju soseske San Telmo
- Ruska pravoslavna stolnica Svete Trojice
- Casa Mínima, ki so jo zgradili osvobojenci po ukinitvi suženjstva leta 1812
- Tržnica San Telmo
- Hippopotamus Café
- Nekdanja Nacionalna knjižnica Argentine
- Ministrstvo za kmetijstvo
- Gradbena fakulteta Univerze Buenos Aires
- Ode to Labour (Rogelio Yrurtia, 1927)
- Pogled na "Canto al trabajo"
- Sejem San Telmo
- Muzej sodobne umetnosti
- Ulica Defensa
- Ulica Chile
- Danska cerkev v San Telmu